# HMS Charles (1668)
Lo HMS Charles, conosciuto anche come Charles the Second, era un vascello di  primo rango da 96 cannoni in servizio nella Royal Navy tra il 1669 e il 1699. Venne ricostruito una prima volta come vascello di secondo rango da 90 cannoni con il nome di Saint George presso il cantiere navale di Deptford, prestando servizio tra il 1701 e il 1722, e poi subì una seconda, più estesa, ricostruzione presso il cantiere navale di Portsmouth tra il 1726 e il 1740 rientrando in servizio con il nome di Saint George. Prestò servizio dal 1741 al 1760 e poi come nave prigione dal 1761 al 1774, data del suo smantellamento.

## Storia
La costruzione del vascello di primo rango da 96 cannoni Charles  fu ordinata al cantiere navale di Deptford il 30 giugno 1666, su progetto di Christopher Pett.  La nave fu costruita sotto la direzione dello stesso Pett, venne varata il 3 marzo 1668, e dopo la morte di Pett, avvenuta in quello stesso mese fu completato sotto la direzione del sostituto di Deane, il maestro costruttore navale Jonas Shish. Il vascello risultava avere un dislocamento di 1 129 t bm, una lunghezza di 49,68 m al ponte di batteria, una larghezza di 12,87 m e un pescaggio di 5,50 m. L'armamento era composto da 24 cannoni da 42 libbre sul ponte inferiore, 28 colubrine sul ponte centrale, 26 semicolubrine sul ponte superiore, 16 cannoni da 3 libbre sul cassero. L'equipaggio era formato da 710 uomini. Il Charles entrò in servizio al comando del captain Sir John Cox, sostituito poi dal contrammiraglio Sir John Harman. Il Charles, al comando del captain William Holding, prese parte alla battaglia di Solebay (28 maggio 1672), e al comando di Richardson Dickinson partecipò alla prima e alla seconda battaglia di Schooneveld, e alla battaglia di Texel (11 agosto 1673) come nave di bandiera del contrammiraglio del rosso Sir John Chicheley.
Il vascello fu ricostruito, sotto la direzione del costruttore Elias Waffe, presso il cantiere navale di Deptford tra il 1699 e il 1701 e ribattezzato Saint George. L'ordine di ricostruzione fu emesso il 20 maggio 1699, e la nave rientrò in servizio nel luglio 1701 al comando del captain Peter Watton come nave di bandiera dell'ammiraglio Stafford Fairborne.  Il vascello risultava avere un dislocamento di 1 657 t bm, una lunghezza di 49,38 m al ponte di batteria, una larghezza di 13,74 m e un pescaggio di 5,50 m. L'armamento era composto da 26 cannoni da 32 libbre sul ponte inferiore, 24 cannoni da 18 libbre sul ponte centrale, 26 cannoni da 9 libbre sul ponte superiore, 12 cannoni da 6 libbre sul cassero e 4 da 6 libbre sul castello di prua. L'equipaggio era formato da 680 uomini. Il costo totale dei lavori era stato di 27.707,2 sterline. Il 16 giugno 1702 il Saint George salpò per partecipò alla spedizione contro Cadice, rientrando in Inghilterra il 19 ottobre di quell'anno. Nel settembre 1703 ripartì per il Mediterraneo, e il 13 agosto 1704 prese parte alla battaglia di Malaga. Nel settembre di quell'anno ritornò in Gran Bretagna, venendo rimesso in servizio nel gennaio 1706 per ritornare in Mediterraneo nel mese di settembre. Nel 1707, apparteneva alla flotta dell'ammiraglio Sir Cloudesley Shovell, sotto il comando del capitano Lord James Dursley, e partecipò al fallito assedio di Tolone ed era presente durante il grande disastro navale al largo delle isole Scilly quando Shovell e quattro delle sue navi (Association, Firebrand, Romney e Eagle) andarono perduti, causando la morte di quasi 2.000 marinai. Anche il Saint George colpì le rocce al largo delle isole Scilly, ma riuscì a salvarsi. Nell'ottobre 1708 effettuò un viaggio a Lisbona.

### La terza ricostruzione

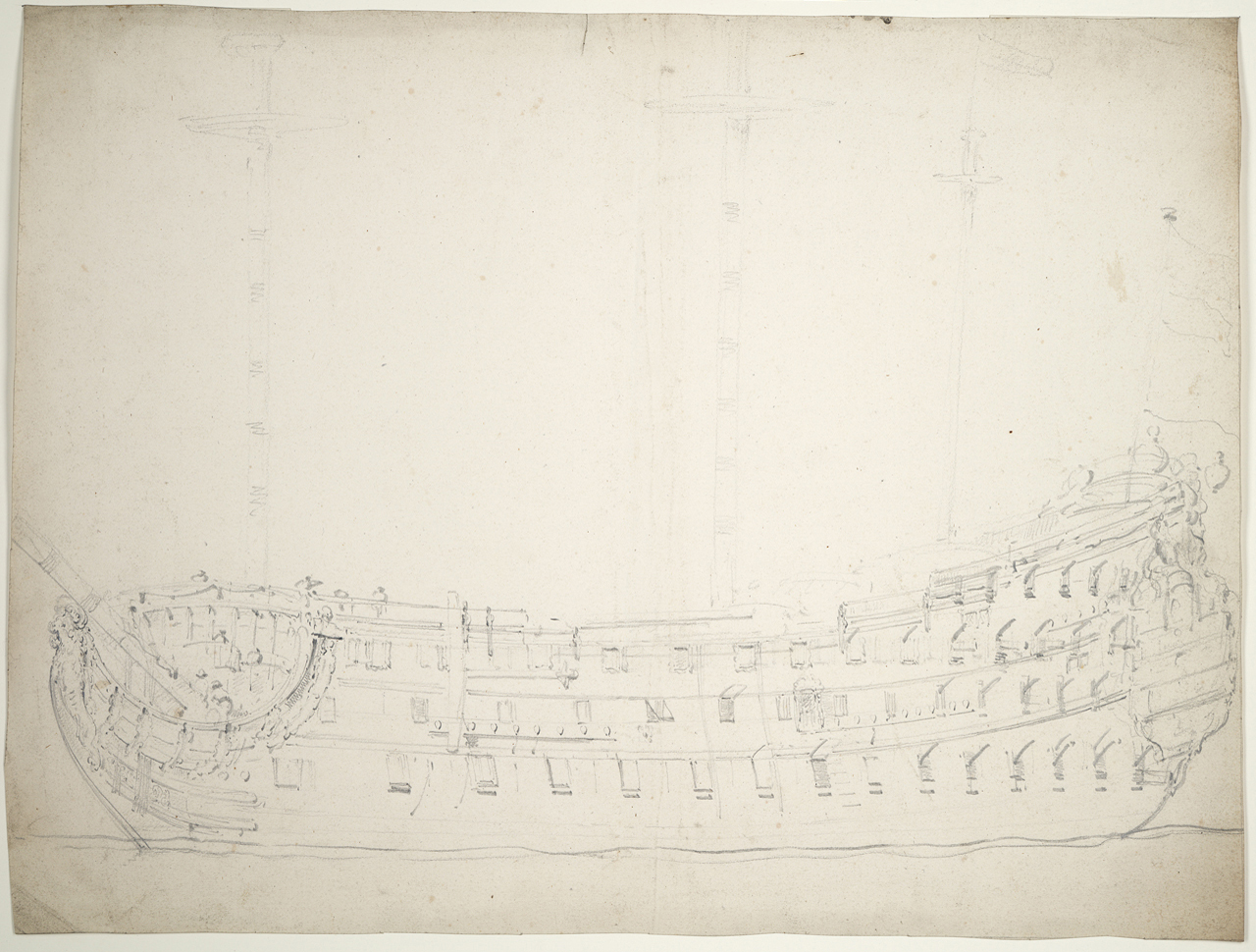
Disegno del vascello di primo rango Charles.

Nel novembre 1726 il vascello fu messo a disposizione in attesa di effettuare una ricostruzione. L'ordine arrivò il 4 settembre 1733, e a partire dal 4 febbraio 1738 venne completamente smantellato e ricostruito al cantiere navale di Portsmouth, partendo dalla chiglia. Il varo avvenne il 3 aprile 1740, e l'unità rientrò in servizio il 12 gennaio 1741. Il vascello risultava avere una lunghezza di 44,99 m al ponte di batteria, una larghezza di 14,63 m e un pescaggio di 5,70 m. L'armamento era composto da 26 cannoni da 32 libbre sul ponte inferiore, 26 cannoni da 18 libbre sul ponte centrale, 26 cannoni da 9 libbre sul ponte superiore, 10 cannoni da  6 libbre sul cassero e 2 dello stesso calibro sul castello di prua. L'equipaggio era formato da 750 uomini. Il costo totale della ricostruzione fu di 40.392 sterline. Nel 1741 fece parte della squadra navale al comando di John Norris.
Dal maggio 1741 al febbraio 1742, sotto il comando di Thomas Griffin fu nave di bandiera dell'ammiraglio del blu Philip Cavendish. Tra il 28 ottobre 1743 e il 15 giugno 1744 fu al comando del captain John Byng, scortando un convoglio per Lisbona nel mese di aprile. Tra il 19 giugno 1744 e il 1745 fu nave di bandiera del viceammiraglio William Martin, e del viceammiraglio Charles Hardy che si spense a bordo del Saint George il 27 novembre 1744. Tra l'agosto 1753 e il 27 gennaio 1755 fu sottoposto a grandi lavori per un costo di 23.198,0 sterline.  Tra il 6 gennaio e l'ottobre 1755 fu nave di bandiera dell'ammiraglio Edward Hawke, e dal gennaio al maggio 1757 dell'ammiraglio Thomas Smith, e dal maggio 1757 al 1759 dell'ammiraglio Charles Saunders. Il 17 maggio 1757 salpò per il Mediterraneo al comando del captain Alexander Arthur Hood. Il 12 novembre 1758 salpò per le isole Sottovento al comando del captain Joseph Peyton. Nel gennaio 1759 arrivò alla Martinica partecipando all'attacco all'isola il 16 dello stesso mese e poi alla conquista della Guadalupa il 20 successivo. Nella primavera e nell'estate del 1760 fu in forza alla flotta dell'ammiraglio Edward Boscawen.
Nel 1761 fu trasformata in nave prigione, venendo definitivamente radiata dal servizio il 10 febbraio 1763, e subito venduto per essere smantellato a Portsmouth nel settembre 1774.